# Ashiestiel Bridge
Die Ashiestiel Bridge, auch Low Peel Bridge, ist eine Straßenbrücke nahe der schottischen Ortschaft Ashiestiel in der Council Area Scottish Borders. 1971 wurde das Bauwerk in die schottischen Denkmallisten in der höchsten Denkmalkategorie A aufgenommen. Mit der Yair Bridge findet sich eine weitere denkmalgeschützte Brücke nur wenige Kilometer flussabwärts.

## Geschichte
Die Brücke wurde von 1847 bis 1848 durch das Unternehmen J & T Smith aus dem nahegelegenen Darnick geplant und gebaut. Während des Baus traten Probleme auf, sodass sie zweimal gebaut werden musste. Beim ersten Aufbau schoss laut Berichten der Schlussstein des Bogens während der Entfernung des Lehrgerüsts nach oben, woraufhin die Brücke zusammenbrach. Die Kosten für den Wiederaufbau übernahm das ausführende Unternehmen. Die ursprünglich angesetzten Baukosten von 1200 £ konnte durch den Neubau nicht gehalten werden. J & T Smith musste nach Fertigstellung Konkurs anmelden. In den 1950er Jahren wurde die Ashiestiel Bridge verstärkt.

## Beschreibung
Der 62 m lange Mauerwerksviadukt überspannt den Tweed mit nur einem ausgemauerten Segmentbogen. Mit einer lichten Weite von 40 m gehört der Bogen der Ashiestiel Bridge zu den weltweit weitesten Bögen einer Bruchsteinbrücke. Seine lichte Höhe beträgt 7,9 m. Die Gesamtbreite der Ashiestiel Bridge inklusive der begrenzenden Brüstungen beträgt 5,7 m. Die Ashiestiel Bridge führt eine von der A707 abzweigende Nebenstraße über den Tweed.